# Hylophylax naevioides
Hylophylax naevioides е вид птица от семейство Thamnophilidae.

## Разпространение
Видът е разпространен в Еквадор, Колумбия, Коста Рика, Никарагуа, Панама и Хондурас.